# Il mio corpo vi seppellirà
Il mio corpo vi seppellirà è un film del 2021 diretto da Giovanni La Parola.

## Trama
Dopo lo sbarco delle truppe garibaldine del 1860, un mandamento della Sicilia è alla mercé di un prepotente ufficiale piemontese che combatte i briganti avvalendosi di un feroce ex-soldato borbonico. Nella loro caccia all'uomo, uccidono il figlio di una giovane ostessa e lasciano la donna in fin di vita tra le macerie fumanti della taverna. Salvata da un sarto ambulante, la donna si unisce a un gruppo di brigantesse e porta a compimento la sua personale vendetta.

## Produzione
Ambientato in Sicilia, il lungometraggio è stato girato in Puglia: Monte Sant’Angelo, San Giovanni Rotondo, Gravina in Puglia, Ginosa, Altamura, Spinazzola e Fasano.

## Distribuzione
Il film è stato distribuito a partire dal 12 marzo 2021.